# Île de La Selle
Île de La Selle är en ö i Komorerna.   Den ligger i distriktet Anjouan, i den västra delen av landet, 110 km öster om huvudstaden Moroni.